# مگس‌گیر بهشتی شکم‌سرخ
مگس‌گیر بهشتی شکم‌سرخ یا مگس‌گیر بهشتی سرسیاه (نام علمی: Terpsiphone rufiventer) نام یک گونه از سرده مگس‌گیر بهشتی است.